# 馬自達柴油引擎
早在1960年代日本馬自達汽車公司（當時仍稱東洋工業）生產四輪卡車時，與英國柏金斯引擎公司共同開發柴油引擎，後來才改為自主研發生產。

## 直列四缸
- 1.7L PN型：排氣量1,720c.c.，採SOHC設計，缸徑78.0mm、衝程90.0mm；最大馬力58ps / 4,700rpm，最大扭力10.7kg·m / 3,000rpm。車型：

1. 1985年-1994年：第六代323
2. 1985年-1990年：第二代福特Laser（KC/KE系）

- 1.7L 4EE1-T型：實際上由五十鈴汽車供應，排氣量1,686c.c.，缸徑79.0mm、衝程86.0 mm，採SOHC、8氣門設計。另有一具由日本石川島播磨重工業製造、代號「RHF4 VIBH型」的渦輪增壓器，日規版可榨出88ps / 4,500rpm的馬力、17.0kg·m / 2,500rpm的扭力。車型：

1. 1994年-1998年：第八代323

- 2.2L R2型：排氣量2,184c.c.，缸徑86mm、衝程94mm、壓縮比22.9:1，可輸出最大馬力62ps / 4,250rpm、扭力峰值13.6kg·m / 2,000rpm；其改良版本為R2 2008型。車型：

1. 1983年-1999年：第三代Bongo
2. 1999年迄今：第四代Bongo[[[Wikipedia:格式手册/链接#章節|錨點失效]]]

- 3.5L SL型：排氣量3,455c.c.，缸徑100mm、衝程110mm，動力因調校程度可分成：
  - 最大馬力105ps / 3,200rpm，扭力峰值29kg·m / 2,000rpm。
  - 最大馬力130ps / 3,200rpm，扭力峰值35kg·m / 2,000rpm。車型：

1. 1982年-1997年：第二代Parkway
2. 1989年-2000年：第三代Titan

- 4.0L TF型：排氣量4,021c.c.，缸徑和衝程分別為105.5mm和115mm，壓縮比18.0:1，最大馬力120ps / 3,250rpm，最大扭力29kg·m / 2,000rpm。車型：

1. 1989年-2000年：第三代Titan

- 4.6L TM型：排氣量4,553c.c.

1. 1995年-2000年：第三代Titan

- 3.0L VS型：排氣量2,956c.c.
- 2.5L WL-T型：排氣量2,499c.c.，採SOHC設計附渦輪增壓器，缸徑93.0mm、衝程92.0mm；最大馬力130ps / 4,000rpm，最大扭力30.0kg·m / 2,000rpm。車型：

1. 1985年-1998年：第五代Proceed Marvie
2. 1995年：小改款的第一代MPV
3. 1995年-2005年：Bongo Friendee
4. 2004年：小改款的第二代Bongo Brawny
5. 2006年-2010年：第一代BT-50

- 2.7L XB型：排氣量2,701c.c.，最大馬力81ps，車型：

1. 1972年-1982年：第一代Parkway
2. 1971年-1980年：第一代Titan/E2700（外銷版）

### 柏金斯引擎
下述三型的柴油引擎在英國柏金斯引擎公司內部的代號分別為GA（參考號碼4.135）、GB（參考號碼4.154）、GC（參考號碼4.182），是特別為東洋工業（馬自達前身）開發，且由後者自行生產製造。
- 2.2L S2型：排氣量2,209c.c.，衍生自柏金斯HA和XA型，車型：

1. 1977年-1983年：第二代Bongo
2. 1978年-1985年：第四代B2200
3. 1980年-1981年：第三代Luce
4. 1981年-1990年：第三代Cosmo
5. 1983年-1988年：第一代福特Ranger

- 2.5L XA型：排氣量2,522c.c.，衍生自柏金斯HA和S2型。缸徑88.9mm、衝程101.6mm、壓縮比21.0:1，附有博世VM型渦流分配噴射型幫浦，可輸出最大馬力77ps / 3,600rpm[1]、扭力峰值17kg·m / 2,200rpm，車型：

1. 1967年-1971年：馬自達E2500（Titan前身）
2. 1967年-1972年：馬自達Light Bus
3. 1972年-1982年：第一代Parkway
4. 1980年-1989年：第二代Titan/T2500（外銷版）

- 3.0L HA型：排氣量2,977c.c.，衍生自柏金斯S2和XA型。缸徑95mm、衝程105mm，壓縮比21.0:1，最大馬力90ps / 3,600rpm，最大扭力21kg·m / 2,000rpm，極速110km/hr，車型：

1. 1971年-1980年：第一代Titan/E3000（外銷版）

### RF型
排氣量1,998c.c.的RF型是馬自達最廣為使用的柴油引擎之一，屬於自然進氣、SOHC結構，每個汽缸有兩個氣門，缸徑和衝程皆為86mm。此型引擎和FE型引擎擁有相同的汽缸本體和飛輪鐘型外殼（bell housing）格局。車型：
1. 1987年小改款的第一代Bongo Brawny
2. 1981年-1987年：第一代水星Lynx
3. 1982年-1987年：第四代626
4. 1984年-1986年：第一代福特Tempo
5. 1984年-1987年：第一代福特Escort
6. 1984年-1986年：第一代水星Topaz
7. 1990年-1993年：Eunos Cargo Wagon
8. 1995年-1997年：第一代Proceed Levante，附渦輪增壓器
9. 1997年-1999年：第二代Proceed Levante，附渦輪增壓器
10. 1999年-2003年：第二代鈴木Escudo，附渦輪增壓器

### RF 1998型
承襲上述RF型而來，排氣量1,998c.c.、缸徑與衝程同為86mm的RF 1998型是一具改善空氣污染的渦流室式（swirl chamber type）柴油引擎，其渦流室容量加大、渦流室與燃燒室比例經過變更、噴嘴喉道更窄。該具引擎最大馬力可輸出71ps / 4,500rpm，扭力峰值128N·m / 3,000rpm，壓縮比為21.7:1。車型：
1. 1994年-1998年：第八代323三門掀背車版、四門轎車版
2. 1998年-2003年：第九代323五門掀背車版

### RF-CX Comprex型
這具RF-CX Comprex型柴油引擎的最大馬力76ps / 4,000rpm，扭力峰值172N·m / 2,000rpm，裝置了ABB製造的「PWS壓力波增壓裝置」（pressure wave supercharger）。這是一種利用進氣和排氣系統的波動作用來壓縮進入之空氣，以機械增壓促進排氣效率，並提高引擎的動力輸出。可是和渦輪增壓方式相較之下，較浪費引擎動力、成本費用較高、重量增加、噪音也比較大。車型：
1. 1987年-1994年：第五代626
2. 1991年-1998年：Cronos
3. 1991年-1997年：Ẽfini MS-6

### RF-T DI 1998型
此具排氣量1,998c.c.、缸徑與衝程同為86mm的RF-T DI 1998型柴油引擎亦稱為DiTD型或RF-MDT型，引擎壓縮比為18.8:1，配備了渦輪增壓器。其單頂置凸輪軸（SOHC）氣門機構具有搖臂（rocker arm）和機械式調整螺栓（非液壓氣門挺桿），另裝置了Denso的ECU行車電腦與V5型旋轉式燃油噴射泵 （rotary fuel injection pump）。
依據調校程度不同，可區分成三種版本：
1. 配備日本石川島播磨重工業株式會社的RHF3 VJ27型渦輪，最大馬力90ps / 4,000rpm、最大扭力220N·m / 1,800rpm。
2. 配備日本石川島播磨重工業株式會社的RHF4 VJ30型渦輪，最大馬力101ps / 4,000rpm、最大扭力220N·m / 1,800–2,200rpm。
3. 配備日本石川島播磨重工業株式會社的RHF4 VJ32型渦輪，最大馬力110ps / 4,000rpm、最大扭力230N·m / 2,000–2,600rpm。

而車型則為：
1. 1994年-1998年：第八代323五門掀背車版、四門轎車版
2. 1998年-2003年：第九代323五門掀背車版、四門轎車版
3. 1997年-2002年：第七代626
4. 1999年-2005年：第一代馬自達5
5. 1999年迄今：第四代Bongo[[[Wikipedia:格式手册/链接#章節|錨點失效]]]

### RF 2002型
這具排氣量2.0L的RF 2002型採用比較先進的高壓共軌缸內直噴技術（common rail direct-injection），亦稱作MZR-CD型。由於配備了可變幾何渦輪噴油嘴（variable turbine geometry）和EVVC膨脹縱旋渦燃燒技術（expansive vertical vortex combustion），使得燃油效率與氮氧化物排出量獲得改善。依動力傳動系統的差異，輸出動力可分成兩種版本：121ps / 3,500rpm和136ps / 3,500rpm，而最大扭力皆為310N·m / 2,000rpm、壓縮比皆是18.3:1。
這具引擎具有雙質量飛輪（dual-mass flywheel，用來取代傳統自排變速箱的扭矩轉換器，將傳統飛輪拆分成兩片組合式鐵盤以內鐵和螺絲組合，再用環狀齒輪予以接合；一邊連接離合器，另一邊連接傳動軸。兩片飛輪之間置放減震彈簧，以達到傳動時的平穩效果）及日本Denso製造、最大壓力1,800bar的高壓共軌噴射裝置。
車型：
1. 1999年迄今：第四代Bongo[[[Wikipedia:格式手册/链接#章節|錨點失效]]]
2. 1999年-2010年：第二代馬自達Bongo Brawny
3. 2002年-2008年：第一代馬自達6
4. 2002年：小改款的第二代MPV

### RF 2005型
為了達到歐盟第四期汽車廢氣排放標準（European emission standards stage IV），2005年此具亦稱作MZR-CD型或RF-CDT型的柴油引擎隨著馬自達6小改款而改善下述：
- 石川島播磨重工業的RHF5 VJ33型可變幾何渦輪增壓器（variable geometry turbocharger）減少了14%的慣性矩，且設計得更緊湊，譬如渦輪軸和廢氣入口之間的距離更短。
- 日本Denso開發的第二代共軌缸內直噴系統，壓力高達1,800bar，噴油嘴有六孔。在不同的行駛狀態下，可採用多段式燃油噴射，甚至每個衝程循環可多達九次噴射。
- 相對較低的壓縮比16.7:1改善了馬力輸出與扭矩，同時降低燃燒噪音與廢氣排放。
- 降低引擎燃燒衝程的溫度以減少氮氧化物排出。
- 含氧感知器會不斷偵測廢棄的含氧量並傳送至32位元的ECU行車電腦，以優化燃油和空氣的混合比例。

此具引擎分成兩種馬力版本：標準馬力版最大馬力121ps / 3,500rpm、最大扭力320N·m / 2,000rpm；高馬力版最大馬力143ps / 3,500rpm、最大扭力360N·m / 2,000rpm。兩種版本都裝置了柴油碳微粒濾清器，以符合環保法規。因此，該具引擎排放的黑碳顆粒比歐盟第四期汽車廢氣排放標準規定的還要少80%。車型：
1. 2005年7月以後出廠的第一代馬自達6
2. 2005年-2010年：第二代馬自達5
3. 2007年：第一代馬自達3小改款

### RF 2007型
這具RF 2007型柴油引擎的輸出功率比上述RF 2005型稍降，最大馬力140ps / 3,500rpm、扭力峰值330N·m / 2,000rpm。重新調校過的ECU行車電腦帶來更佳的駕駛性能、燃油效率與排放汙染更少的廢氣。這具引擎的進、排氣佈局都有改變，也裝置了更有效率的EGR（Exhaust Gas Recirculation的縮寫）冷卻器、柴油碳微粒濾清器等。車型：
1. 2008年-2012年：第二代馬自達6
2. 2009年-2013年：第二代馬自達3

### R2 2008型
也稱為MZR-CD型或者R2-CDT型但排氣量2,184c.c.的R2 2008型渦輪增壓柴油引擎乃自RF型擴缸而來，缸徑保持86mm，但衝程比RF型多了8mm；且重心較低的鋁合金汽缸本體結合了低摩擦係數、前鏈條驅動的平衡軸。其共軌缸內直噴系統係日本Denso製造，噴射壓力達2,000bar（200MPa）。噴油嘴上佈滿10個孔徑0.119mm的噴孔與高感度電磁閥，且因16.3:1的壓縮比達到高度霧化的噴射效果。可變噴嘴渦輪增壓器（variable nozzle turbocharger，縮寫成VNT）具有彎曲葉片和耐磨密封（abradable seal）；而雙頂置凸輪軸（DOHC）氣門系統由鏈條驅動。另外，新型柴油碳微粒濾清器更耐熱、新型EGR（Exhaust Gas Recirculation的縮寫）冷卻器更有效率，達到歐盟第五期汽車廢氣排放標準。
更甚者，此具引擎採用最新「選擇性觸媒還原脫硝技術」（（英文）Selective Catalytic Reduction，簡稱SCR），以AdBlue車用尿素溶液透過選擇性觸媒催化還原作用，把廢氣中的氮氧化物還原成氮及氧，藉以減少空氣污染。不過目前馬自達僅自2009年尾起於歐規版馬自達CX-7搭載這項裝置，將15.5公升的容器安裝於後行李廂下方，在正常的行駛條件下可使用約2萬公里。該引擎依馬力大小可區分成下列五種：
- 高馬力型：最大馬力185ps / 3,500rpm、最大扭力400N·m / 1,800-3,000rpm。
- 中馬力型：最大馬力163ps / 3,500rpm、最大扭力360N·m / 1,800-3,000rpm。
- 低馬力型：最大馬力125ps / 3,500rpm、最大扭力310N·m / 1,800-2,600rpm。

（前述三者搭載於第二代馬自達6）
- 高馬力型：最大馬力185ps / 3,500rpm、最大扭力400N·m / 1,800-3,000rpm。
- 標準馬力型：最大馬力150ps / 3,500rpm、最大扭力360N·m / 1,800-2,600rpm。

（前述二者搭載於第二代馬自達3）
應注意的是，此具引擎跟同族類的PSA雙渦輪增壓DW12B型柴油引擎或福特Duratorq可變噴嘴渦輪增壓ZSD-422型柴油引擎完全沒有關聯性。車型：
1. 2008年-2012年：第二代馬自達6
2. 2009年-2013年：第二代馬自達3
3. 2010年：CX-7小改款

### S5-DPTS型
另參見：創馳藍天技術

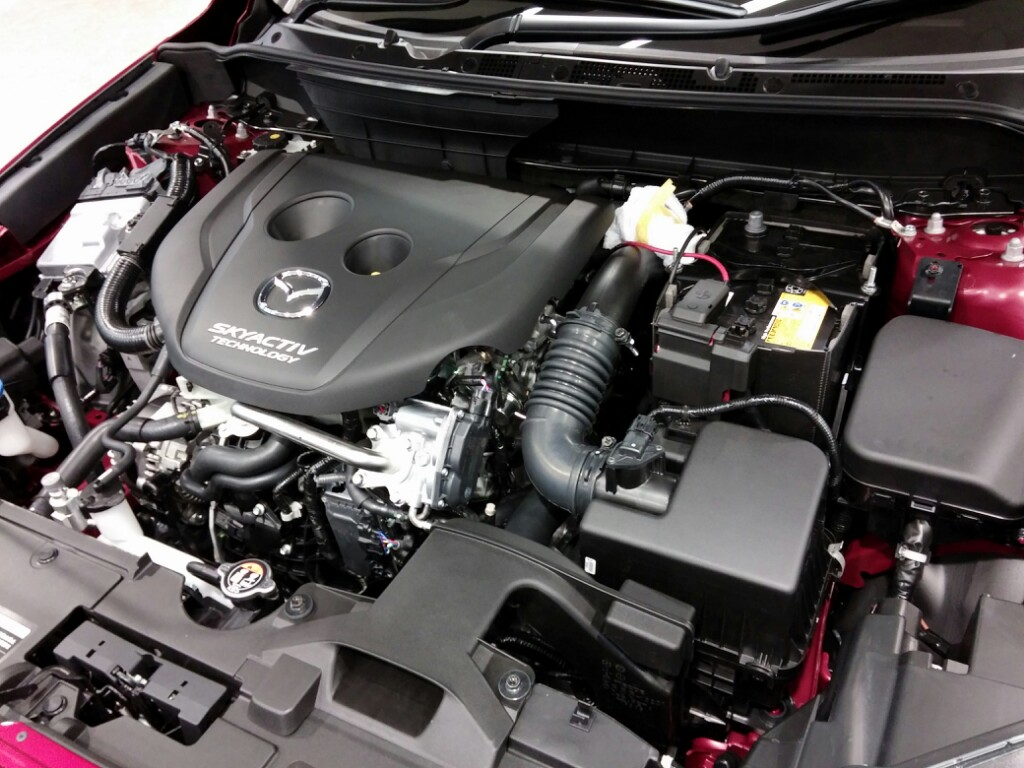
S5-DPTS型

該具排氣量1,498c.c.、直列四缸高壓共軌缸內直噴的引擎亦稱作SKYACTIV-D型，採用馬自達力推的「創馳藍天技術（（英文）SKYACTIV Technology）」，氣門結構為DOHC、16氣門。缸徑76.0mm、衝程82.6mm、壓縮比14.8：1，在渦輪增壓器的加持下可輸出最大馬力105ps / 4,000rpm、最大扭力25.5kgf·m / 1,500-2,500rpm。為了消除柴油引擎在燃燒形成時所產生的爆震聲響，馬自達在活塞銷裡安插一個阻尼器，其中央為「固定部」與活塞銷連結，兩端的「質量部」則可上下晃動以抵銷活塞在燃燒行程時產生的震動；馬自達將此技術稱為「Natural Sound Smoother」降噪技術。車型：
1. 2014年迄今：第四代馬自達2
2. 2015年迄今：第一代馬自達CX-3
3. 2015年迄今：第三代馬自達3（英國）

### S5-DPTR型
此具S5-DPTR型的規格尺寸與S5-DPTS型完全相同，二者的差異在於加裝i-ELOOP動能回收系統，提升燃油經濟性。同時，此具引擎同樣具備「Natural Sound Smoother」降噪技術。車型：
1. 2014年迄今：第四代馬自達2
2. 2015年迄今：第一代馬自達CX-3

### S8-DPTS型
排氣量為1,756c.c.，直列四缸高壓共軌缸內直噴，氣門結構為DOHC、16氣門。缸徑79.0mm、衝程89.6mm、壓縮比14.8：1，在渦輪增壓器的加持下可輸出最大馬力116ps / 4,000rpm、最大扭力27.5kgf·m / 1,600-2,600rpm。和1.5L的S5-DPTS型相比，增加了可變幾何渦輪增壓器及多孔壓電式噴油嘴等技術。車型：
1. 2018年迄今：第一代馬自達CX-3
2. 2019年迄今：第四代馬自達3

### S8-DPTR型
此具S8-DPTR型的規格尺寸與S8-DPTS型完全相同，二者的差異在於加裝i-ELOOP動能回收系統，以提升燃油經濟性。車型：
1. 2018年迄今：第一代馬自達CX-3

### SH-VPTS型
另參見：創馳藍天技術

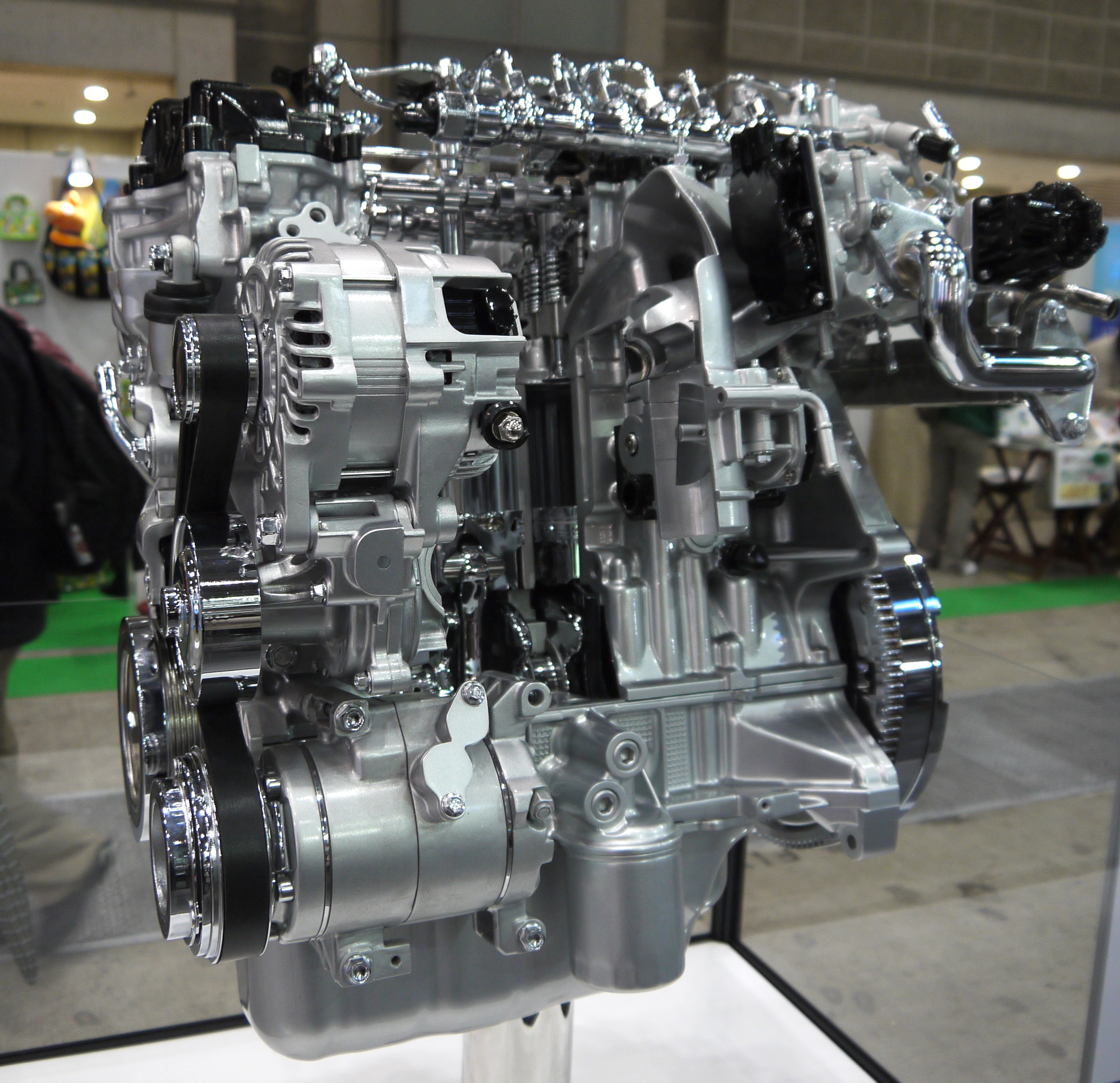
SH-VPTS型

該具排氣量2,188c.c.、直列四缸高壓共軌缸內直噴的引擎亦稱作SKYACTIV-D型，採用馬自達力推的「創馳藍天技術（（英文）SKYACTIV Technology）」，包括下列特點：
- 創下全球最低的柴油引擎壓縮比14.0:1，可達到提高20%的燃油使用效率。
- 二階段式開啟渦輪增壓系統（也就是雙渦輪增壓設計），以提升引擎扭力表現與動力輸出平順度。
- 符合歐盟第六期汽車廢氣排放標準、北美Tier2 Bin5廢氣排放規定與日本新長期廢氣排放標準（（日語）平成22年排出ガス規制，一般通稱為「ポスト新長期規制」）。該具引擎之衝程為94.2mm、缸徑86.0mm、壓縮比14.0:1，最大馬力175ps / 4,500rpm，扭力峰值42.8kg·m / 2,000rpm。

2017年12月推出的CX-8搭載新改良的SH-VPTS型柴油引擎，採用類似富豪汽車「i-ART系統」技術，馬自達稱之為「急速多段燃燒」，在四支壓電晶體式噴油嘴（piezo injector）上安裝可偵測燃油噴射量及壓力的感測器。因此最大馬力調整至190ps / 4,500rpm，最大扭力45.9kgf·m / 2,000rpm。
車型：
1. 2012年-2016年：第一代馬自達CX-5
2. 2017年-2023年：馬自達CX-8

### SH-VPTR型
另參見：創馳藍天技術

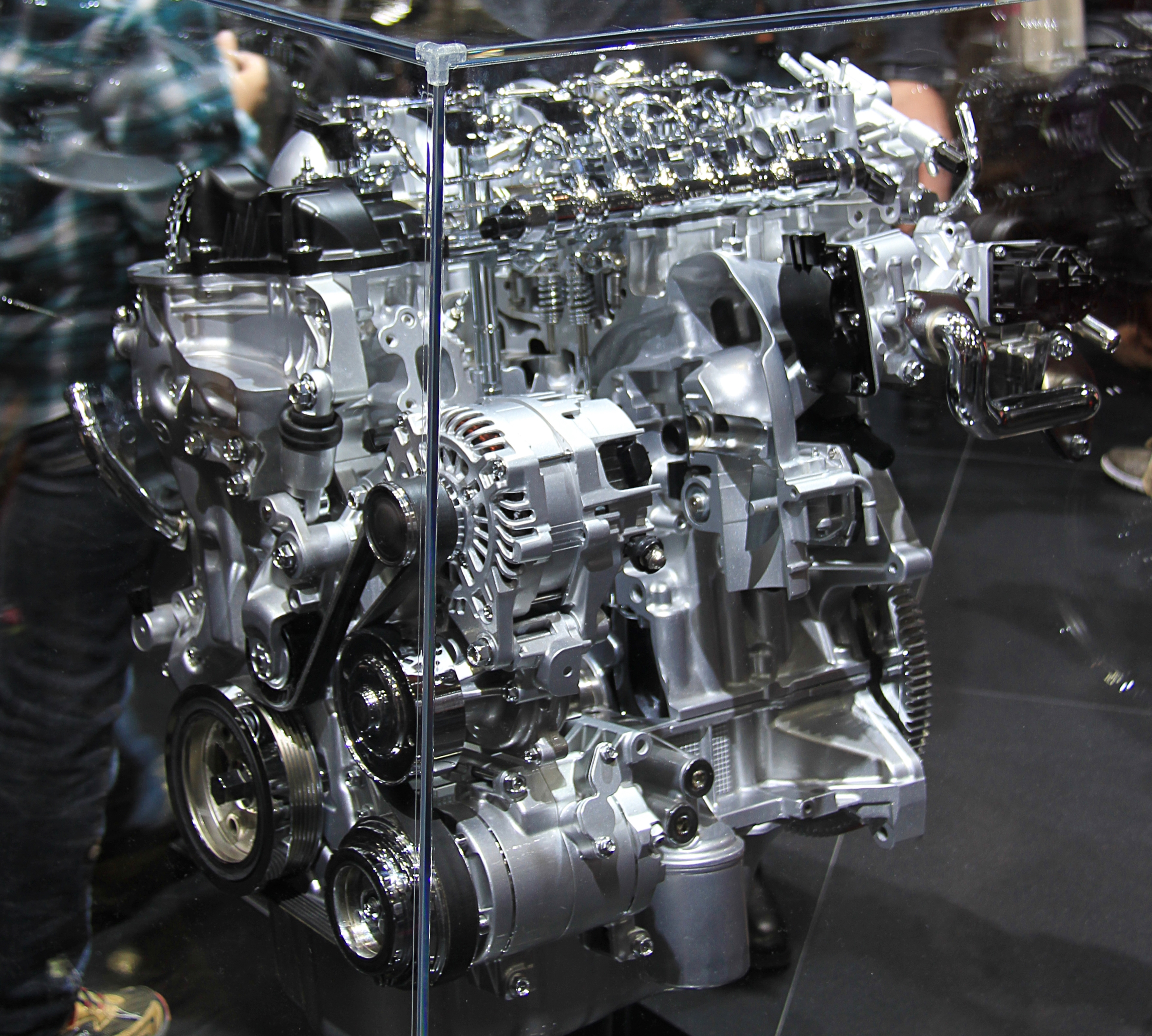
SH-VPTR型

該具排氣量2,188c.c.、直列四缸高壓共軌缸內直噴的SH-VPTR型柴油引擎乃是SH-VPTS型的改良版，衝程為94.2mm、缸徑86.0mm、壓縮比14.0:1。在渦輪增壓器的加持下，最大馬力175ps / 4,500rpm，最大扭力42.8kg·m / 2,000rpm。2016年7月14日原廠宣佈新增NSFC聲頻降噪技術（Natural Sound Frequency Control）和NSS減震降噪技術（Natural Sound Smoother），前者藉由精密的多層次燃燒，以不同時序的燃油爆炸頻率平衡引擎運轉；後者則進一步在活塞插銷中置入平衡槌，以抑制導致柴油引擎噪音的震動頻率，消弭引擎噪音。車型：
1. 2012年-2024年：第三代馬自達6
2. 2013年迄今：第三代馬自達3
3. 2017年迄今：第二代馬自達CX-5

### Y4型
排氣量為1,399c.c.的Y4型一般通稱為1.4 MZ-CD型或1.4 CiTD型，實際上是法國PSA製造的DV4型柴油引擎。這具SOHC、皮帶驅動、渦輪增壓（但沒有中央冷卻器）的引擎衝程為82mm，缸徑73.7mm，壓縮比18.0:1。最大輸出馬力68ps / 4,000rpm，最大扭力160N·m / 1,750rpm。車型：
1. 2002年-2007年：第二代馬自達2
2. 2007年-2014年：第三代馬自達2

### Y6型
排氣量為1,560c.c.的Y6型一般通稱為1.6 MZ-CD型或1.6 CiTD型，實際上是法國PSA製造的DV6型柴油引擎。這具DOHC、渦輪增壓（附上的中央冷卻器比2.0 MZR-CD型引擎的還要大）的引擎衝程為88.3mm，缸徑75mm，壓縮比18.3:1。該引擎依馬力大小可區分成下列三種：
- 最大馬力90ps / 4,000rpm，最大扭力205N·m / 2,000rpm。

（前者搭載於第三代馬自達2）
- 最大馬力90ps / 4,000rpm，最大扭力215N·m / 1,750rpm。
- 最大馬力110ps / 4,000rpm，最大扭力240N·m / 1,750rpm。

（前述二者搭載於第二代馬自達3）
除了雙質量飛輪（dual-mass flywheel）外，共軌式噴射系統由德國Bosch製造，壓力達1,600bar，噴油嘴有六個噴孔；GT15型渦輪增壓器則由美國蓋瑞特艾雷賽奇供應。車型：
1. 2003年-2009年：第一代馬自達3
2. 2007年-2014年：第三代馬自達2
3. 2009年-2013年：第二代馬自達3

## 直列六缸
- 3.8L YA型：排氣量3,783c.c.，最大馬力110ps / 3,600rpm，扭力峰值25.5kg·m / 2,000rpm。車型：

1. 1969年-1972年：馬自達Boxer

- 4.1L ZB型：排氣量4,052c.c.，缸徑92.0mm、衝程101.6mm、壓縮比21.0:1，最大馬力115ps / 3,600rpm，扭力峰值28kg·m / 2,000rpm。車型：

1. 1971年-1980年：第一代Titan/E4100（外銷版）
2. 1972年-1980年：馬自達Boxer
3. 1980年-1989年：第二代Titan/E4100（外銷版）

- 5.5L ZC型：排氣量5,494c.c.，最大馬力145hp / 3,200rpm、最大扭力38.0kg·m / 1,600rpm。

1. 1975年-1980年：馬自達Boxer 5500

### T3-VPTS型
排氣量為3,283c.c.，直列六缸高壓共軌缸內直噴，氣門結構為DOHC、24氣門。缸徑86.0mm、衝程94.2mm、壓縮比15.2：1，在渦輪增壓器的加持下可輸出最大馬力254ps / 3,750rpm、最大扭力56.1kg·m / 1,500-2,400rpm。由於缸內直噴，活塞頭的燃燒室除了是凹字形之外，其側壁有環形突起，使得燃燒室分成上下多層。這種設計可先行噴入部份柴油與空氣進行預混，隨後至預定點火時間再次噴射進行燃燒，原廠稱作「DCPCI分配控制部分預混合壓縮點火」技術（Distribution-Controlled Partially Premixed Compression Ignition）。車型：
1. 2022年迄今：第一代馬自達CX-60
2. 2023年迄今：第一代馬自達CX-90

## 外部連結
- （英文）【MAZDA】MZR 2.0L DISI Engine （页面存档备份，存于）
- （日語）マツダ：T3-VPTS型エンジンの諸元と性能まとめ （页面存档备份，存于）